# Стефан Караджа (Силістринська область)
Сте́фан Караджа́ (болг. Стефан Караджа) — село в Силістринській області Болгарії. Входить до складу общини Главиниця.

## Населення
За даними перепису населення 2011 року у селі проживали 697 осіб.
Національний склад населення села:
| Національність   | Кількість осіб | Відсоток |
| ---------------- | -------------- | -------- |
| турки            | 377            | 57,7%    |
| болгари          | 253            | 38,7%    |
| не визначились   | 21             | 3,2%     |
| Всього відповіли | 653            |          |

Розподіл населення за віком у 2011 році:
Динаміка населення: